# Маяки (Одесский район)
Мая́ки (укр. Маяки) — село в Одесском районе Одесской области Украины, на левом берегу реки Днестр.
Орган местного самоуправления — Маяковский сельский совет.
Находится в 50 км от Одессы, в 7 км от Беляевки, за 26 км от железнодорожной станции Выгода. Через село проходит автодорога Одесса — Рени. Неподалёку от села расположен пункт пропуска через молдавско-украинскую границу Маяки — Удобное — Паланка.

## Ойконим и этимология
Этимология названия Маяки (с ударением на я) не однозначна. Возможно, на это повлияло татарское название переправы через реку Днестр — Мияк, как сообщает турецкий путешественник XVII в. Эвлия Челеби; существовала местная исламская святыня Мияк-Баба-султан в переводе с татарского — «Масляный(а) баба́», связанная с чудотворным превращением днестровских вод в масло, меяк.
Не исключена параллельная связь названия с наличием знаков годовой навигации (маяка или сети маяков). Ойконим происходит от восточнославянской лексемы «маяк», образованной суффиксом — от глагола маять — «махать». Старое значение этой лексемы – «знак, сигнал». Или даже мест для обработки шерсти (так называемых моек) и т. д.

## География региона
Маяки и прилегающие к ним земли входят в состав Нижнего Приднестровья или Одесской лесной равнины Причерноморской низменности и расположены в междуречье левого берега долины Днестр и правого берега Барабой. Земельный участок населенного пункта с течением времени и в других обстоятельствах менял свои границы, а почти в современном виде его конфигурация сложилась после отделения от «дачи» Беляевки в 1833 г. (имела площадь 4222 дес. около 4500 га).
Эта «дача» имеет протяженность более 9 км с юго-запада на северо-восток и ширину 4,5-5,7 км, поэтому в географическом плане достаточно разнообразна. Ее восточная часть занимает повышенное водораздельное плато, поверхность которого имеет абсолютные высоты 85-95 от уровня моря. Здесь расположены балки «Гайдалина» (Гайдамацкая) и «Журавлева», которые впадают в долину Барабой. Юго-западная полоса «дачи» прилегает к пойме Днестра и является частью V террасы с абсолютными отметками от +10 до +25-30 м². Она рассечена несколькими оврагами и довольно длинной. По-маякски, на обоих берегах которой раскинулись усадьбы села. Между этими участками лежит широкий склон со значительным перепадом высот, который на юго-востоке рассечен верховьями р. Барабойской (Доброалександровской). Кроме того, вдоль коренного берега Днестра, преимущественно под селом, сохранилась еще одна (ІІ надзаплавная) терраса высотой 3-5 м, шириной до 60-100 м, которая местами смыкается с береговой грядой, но на поверхности видна фрагментарно из-за подтопления.
Поскольку археологические находки древнее середины эпохи позднего палеолита на землях Маяков не обнаружены, охарактеризуем естественные изменения, оказавшие существенное влияние на рельеф региона на протяжении последних 20 тыс. лет. Известно, что около 19-18 тыс. лет назад вследствие глобального похолодания уровень Черного моря снизился до уровня 80-85 м, поэтому Днестровского лимана не существовало. Позже климат волнообразно теплел, а уровень моря соответственно повышался, достигнув 13-12 тыс. лет назад до уровня около 20 м. Тогда нижнюю часть долины Днестра затопило и образовался лиман (имел глубину до 15 м в нижней части), вершина которого достигает мест, где ныне находится г. Бендеры. После этого глубины и длина постоянно уменьшаются (это происходит и сейчас) из-за обмеления, постоянным выносом рекой миллионов тонн твердых осадков.
Что касается уровня поверхности моря и, соответственно, лимана, то он продолжал подниматься до I-II вв. от РХ, когда во время так называемой Нимфейской трансгрессии (поднятие) достиг (возможно, несколько превысил) современного уровня и пока его не преодолел, хотя и не оставался неизменным. Если взглянуть на будущее этих процессов, то в долгосрочной исторической перспективе лиман и плавневые озера будут мелеть и дальше, особенно, когда вызванная глобальным потеплением трансгрессия Черного моря и Мирового океана, станет стабильной.

## Археологическая карта
Поселок Маяки располагает археологическими достопримечательностями разных эпох, но среди них отличаются достопримечательности бронзового и римского времени. Кочевники оставили множество курганов. Одесский район выходит в Днестр, этим объясняется разнообразие археологического наследия.
Позднепалеолитические местонахождение: одно на южной окраине села на левом берегу реки Днестр в 0,15 километрах к югу от астрономической обсерватории ОГУ;
Пять местонахождений в районе кургана Высокая могила:
1. Высокая Могила I на краю плато левого берега реки Днестр, в 4,5 километрах северо-восточнее села у юго-восточного пола кургана;
2. Высокая Могила II в 0,15 километрах северо-восточнее кургана;
3. Высокая Могила III в 1 километре от кургана у лесопосадки;
4. Высокая Могила IV в двух километрах северо-восточнее кургана на склоне правого берега балки;
5. Высокая Могила V в 3 километрах северо-восточнее кургана на краю плато.

Позднетрипольское поселение на южной окраине села на мысе, образованном левым беергом реки Днестр и балкой, впадающей слева в пойму реки, в 0,3 километрах к югу от обсерватории. Раскопалось.
Поселение эпохи поздней бронзы в одном километре южнее деревни на мысе в месте впадения балки в долину реки Днестр, площадь 100 на 200 метра.
Бронзовый наконечник копья эпохи поздней бронзы найден в окрестностях села.
Поселения VI—V и IV—III веков до нашей эры Маяки IV в двух километрах северо-западнее центра села, 0,3 к западу от электростанции, на высоком мысе берега реки Днестр, площадь 300 на 150 метров.
Поселение и могильник конца V—III веков до нашей эры Маяки I на юго-западной окраине села, в 0,3 километрах к югу от обсерватории на берегу реки Днестр, площадью 250 на 150 метров.
Поселение IV-III веков до нашей эры:
Маяки II в 1,5 километрах южнее села на мысе берега реки, образованном притоком и балкой, площадью 250 на 150 метров;
Поселение IV-III веков до н. Маяки III с материалом первых веков нашей эры в 1,5 километрах северо-западнее центра села на мысе берега реки на территории электроподстанции;
Маяки V в одном километре севернее центра села на берегу реки;
Маяки VI на западной окраине села на берегу реки к северу от обсерватории;
Маяки VIII в двух километрах южнее села на мысе берега реки, с запада и с севера ограничены лесной полосой, площадь 150 на 60 метров;
Маяки VIII в 2,5 километрах южнее села на мысе берега реки, площадь 120 на 100 метров.
Поселение первых веков нашей эры на южной окраине села, протяженность вдоль берега реки Днестр 1 – 1,5 км.
Несколько курганов к югу от деревни между поселениями Маяки I и Маяки II; три кургана к западу от села, в 1 — 1,5 километре южнее шоссе Одесса-Яски на плато с обеих сторон дороги на село Маяки в районе оврага Гайдамацкого; восемь курганов вдоль дороги Большая Аккаржа - Маяки на берегу лимана, один из них у дороги рядом со спуском в долину реки Днестр; шесть курганов в трех километрах к востоку от северной окраины села на плато. Раскопаны.
Десять курганов на берегу реки Днестр в 0,2 километрах северо-западнее усатовской деревни, пять из них раскопаны.
Медная римская монета Юстиниана I, отчеканенная в 538 539 годах и серебряная восточная монета, найдена на территории села.
За столетие археологических исследований, которые ведутся с 1920-х годов, раскопано 23 (3 79 могилами) курганы в зонах новостроек на плато в 1968, 1982—1983 годах и еще 5 насыпей на могиле Маяки в 1974 (22 1975 (4 кургана) годах. Кроме них, с 1961 года здесь нашли 8 стоянок и местонахождений и до 10 поселений (несколько двухслойных), которые расположены на террасе долины р. Днестр.

Они демонстрируют широкий хронологический спектр присутствия здесь населения от 22-20 тыс. лет назад до XI ст. от РХ. Полнее всего достопримечательностями заполнены медно-каменные сутки, презентованные подкурганными захоронениями и значительным поселением Маяки; эпоха бронзы в основном могилами почти всех периодов и культур, а также наконечником копья: раннежелезный век киммерийским и скифскими захоронениями, античный период. рядом древнегреческих поселений и захоронений; римский период сарматскими могилами и поселениями черняховской культуры (готов); средневековья византийскими монетами и могилами поздних кочевников. Если же добавить к этому письменные упоминания о литовском замке начала XV в. и руины мусульманской мечети или мавзолея XVI—XVII вв., которые еще предстоит найти (Розд. 2), мы получаем поразительно своей полнотой историческое полотно, которым может похвастаться далеко не каждый город Украины.

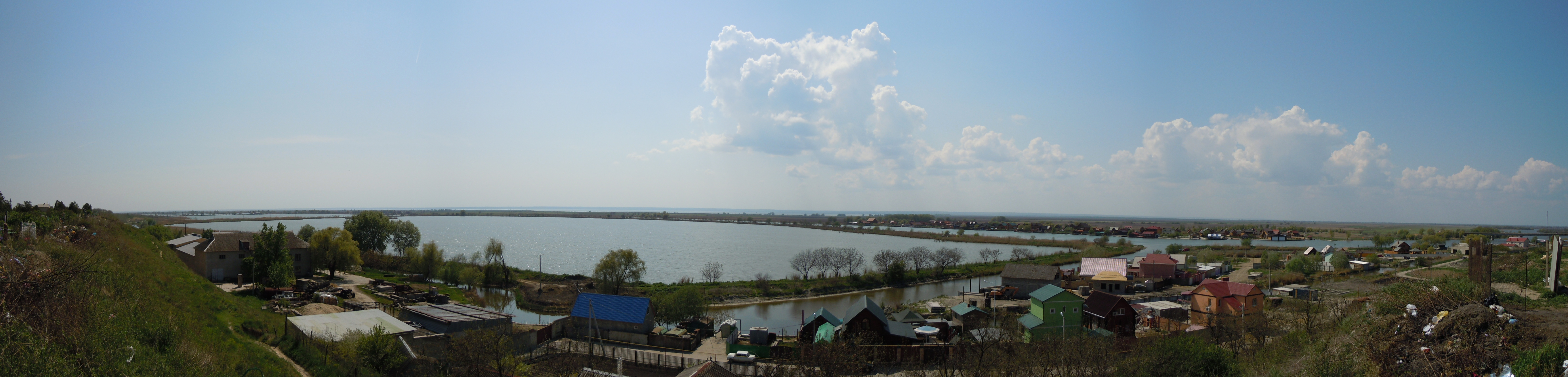
Панорама Днестра из села Маяки.

## История
Село Маяки расположено в Северном Причерноморье – это исторически-географический район на юге Украины. Часть Дикого поля.

### Античный период
Первыми на территории Северного Причерноморья поселились неандертальцы — относящиеся к эпохе палеолита (60-40 вв. до н. э.).
Срубная культурно-историческая общность (XVIII-XII вв. до н. э.)
Киммерийцы (IX—VII веках до н. э.) Название племени кимерийцев не является их самоназванием, поскольку это название было дано ассирийцами по отношению ко всем племенам Северного Причерноморья.
Маяки – один из старейших населенных пунктов Украины. Поселения людей на месте поселка Маяки существовали еще в античные времена, IV-III вв. до н. е. Об этом свидетельствуют археологические находки у так называемого Гайдамацкого Яра, где в кургане обнаружены плита, скелет и остатки от глиняных конических амфор северопричерноморского типа.
Трипольская культура. Трипольский археологический комплекс на протяжении всех периодов (ок. 4800-3000 гг. до н. э.).
Катакомбная археологическая культура (3600-2300 до н. э.)
Также здесь найдены останки поселения и могильник времен меди (3-е тысячелетие до н. э., усатовская культура).
Ямная археологическая культура. Была распространена в 2700-2000 гг. до н. е.
С VII по II век до н.э. племя скифов жило в диких степях Причерноморья.
В результате греческой колонизации (V—IV век до н. э.) в регионе возникли античные города-государства.
В III веке до н. е. скифов из степей вытеснили более воинственные сарматы.
1 ст. н. э. согласно Оригену миссионерское путешествие апостола Андрея в Скифию.
I—III век — северо-западный район Причерноморья был завоеван римлянами.
Конец существования греческих колоний также в значительной степени обусловлен вторжением на эти земли гуннов в 375 году во время Великого переселения народов.
Во II-VI веках на землях нынешней Одесщины проживали племена черняховской культуры, время от времени они подвергались наплывам - готов, гуннов, аваров, болгар, в результате чего в VI-IX веках численность населения племен черняховской культуры значительно уменьшилась. Около 830 года территория была завоевана мадьярами.

### Средневековье
Антский племенной союз — некоторые ученые считают, что византийцы называли антами ту часть восточных славян, что в IV—VII веках были объединены в крепком межплеменном союзе.

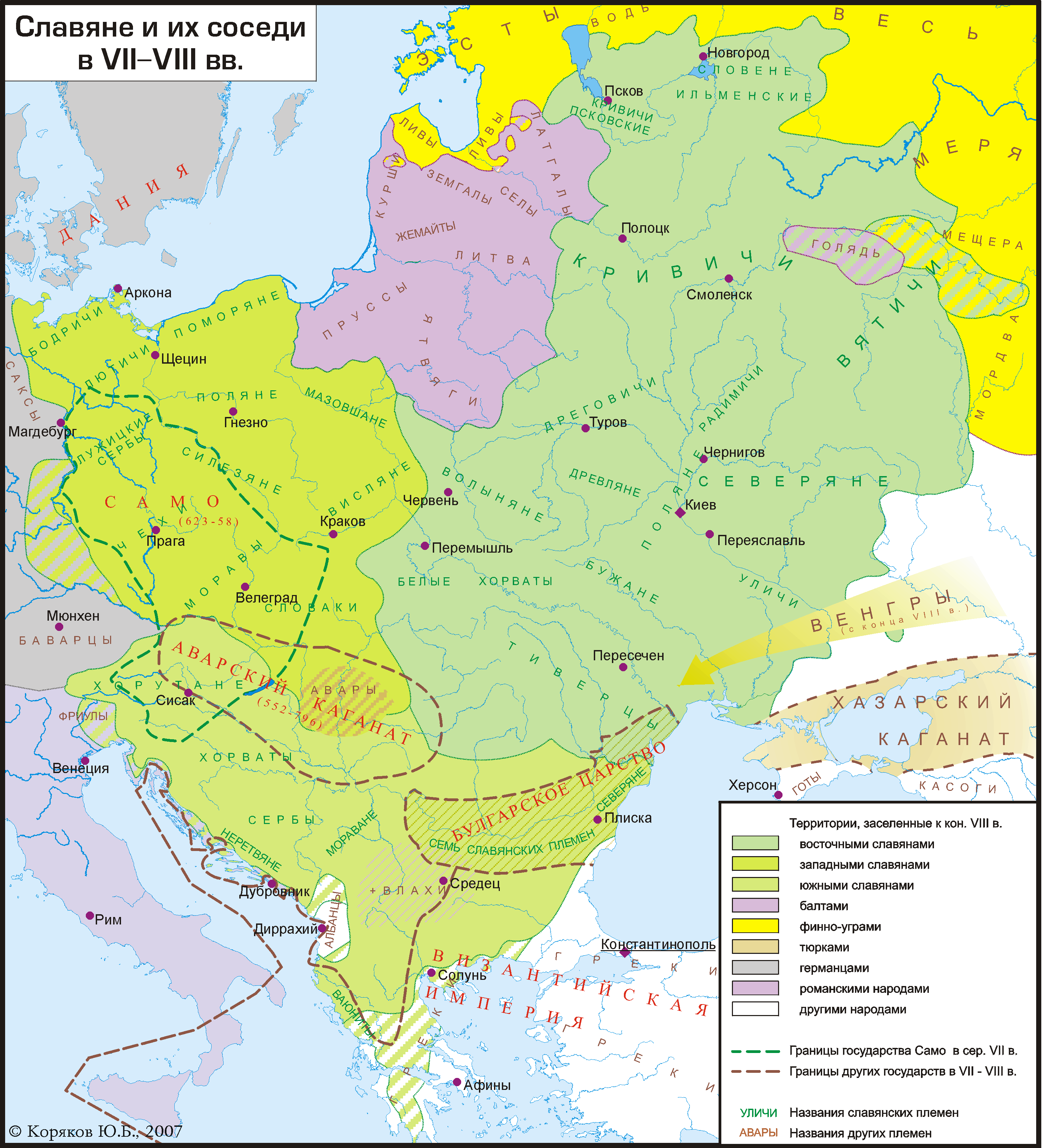
Карта расселения славян и их соседей на конец VIII века

В Повести временных лет «Несторова летопись» свидетельствует о том, что в VIII—X веках на берегах Северного Причерноморья жили древнеславянские племена тиверцев и уличей.
В X веке в междуречье Днепра и Днестра царили печенеги, а впоследствии их побеждают торки и половцы, вытесненные в первой половине XIII века монгольскими завоевателями — Золотой Ордой.
В 1324 году к литовскому владычеству при князе Ольгерде отошли все земли между Днепром и Днестром. В 1397—1398 князь Витовт совершил два победных похода против Золотой Орды. С конца XIV до конца XV века западная часть региона находилась в составе Великого княжества Литовского. Начинается строительство многочисленных поселений ВКЛ, в том числе Винарадны, Коцюбиева и Белхович именно этим периодом датируется первое письменное упоминание о поселке Маяки.

### Основание. Возрождение
Годом основания села считается год первого письменного упоминания о нем — относятся к 1421 году, когда великий князь литовский Витовт построил здесь замок Маяк-Караул как сторожевой пограничный пункт.

#### Великое Княжество Литовское
Маяк-Каравул возле переправы через Днестр на торговом пути в Белгород с востока. Был вместе с «Витовтовой таможней» на Днепре, важнейшим форпостом Литовского княжества в Северном Причерноморье. Итого две эти таможни контролировали торговые караваны из Азии в Европу и наоборот. Согласно некоторым источникам существовали два замка недалеко друг от друга, один замок назывался Маяк, другой Каравул. В последнее время значительное количество исследователей придерживаются версии о двух отдельных замках, хотя эта версия по крайней мере пока не является общепринятой.
Первое описание местности с упоминанием остатков средневекового замка принадлежат польскому дипломату М. Броневскому, побывавшему здесь в 1578 году, побывавшему здесь на пути к Крисмскому ханству: "Говорят, что там жил какой-то воин по имени Маяк и в том месте, за Днестром, на берегу видны руины каменных стен и как будто других зданий".

#### Крымское ханство. Османская империя
Крымское ханство окончательно отделилось от Золотой орды, пользуясь поддержкой Литовского государства. Со временем ситуация изменилась, была образована Очаковская (Едисанская), Перекопская и Едичкульская орда. С 1478 года Крымское ханство официально стало вассалом Османской Порты. В 1510 году крымское войско покорило татар Малой ногайской орды у Волги и Каспийского моря. Часть из ногайцев взятых в плен они переселили в гирд Днестра. В последующие годы крымские правители захватили крепости, построенные Витовтом на юге, и совершали оттуда набеги на Киевщину, Подолье, Волынь, Брацлавщину.
С появлением казачества появилась сила, которая могла противостоять татарам, многочисленные упоминания о походах казаков на крепости Тягиню (Бандеры), Аккерман, Килию, Очаков и даже Крым приведены в разных источниках того времени.
В одном из польских документов, хранящемся в архиве в виде копии XVIII в., есть перечень путей Южной Украины. Так, в нем речь идет о «Путь из Сангорода [Самбор на Днестре] к полям диких, где татары свои пастбища имеют» и следующее: «3 Сангорода шесть дней хода в Маяк («Majag»), также от колодца к колодцу [ переходами] по четыре пять миль». Это первый источник, в котором есть указание на существование населенного пункта во время татарско-турецкого владычества.
В XVI веке этот замок разрушили османы (турки), превратив его в место склада лесных грузов, которые они сплавляли с верховьев Днестра.

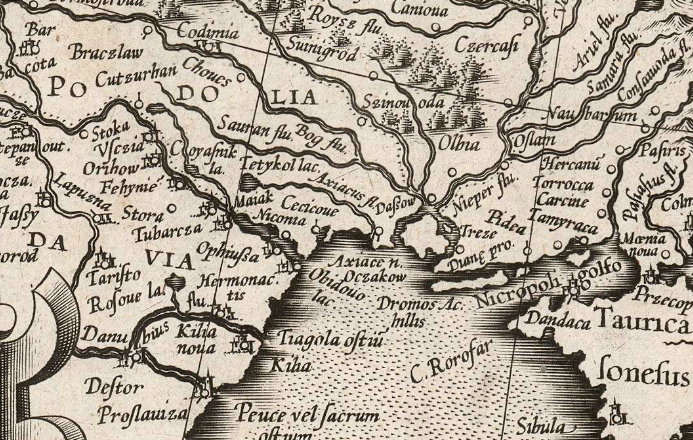
Карта Меркатора, на которой указаны Маяки

В 1657 году Эвлия Челеби (путешественник, турецкий чиновник) читаем: "Татары называют это место Мияк-Гечи. Это опасная переправа на берегу р. Днестр, потому что река здесь подобна морю". Также оно запомнилось ему тем, что это святое место поклонения татар под названием Мияк-баба-султан и «в переводе на татарский это означает „Масловидная Баба“». Челеби указал, что во время его поездки здесь было здание над каменным строением большой купол, который там находится. А рядом похоронены многие тысячи мучеников и праведников». Хотя исследователь и не называет слово «кэшени», в то же время кажется, что речь идет именно о них. Именно поэтому, скорее всего, Маяк принадлежит исследователям к золотоордынским городищам. Мусульманские святыни (в частности , могилы святых праведников) занимали и немаловажную роль в жизни татарского общества.
И еще одно ценное указание Челеби — это то, что в давние времена «недалеко от Мияка-Баба-султана существовала крепость. Следы этого сооружения можно увидеть и сейчас». То же отметил и Ф. Э. Петрунь, указывая на выгодное географическое расположение населенного пункта, которое впоследствии отразилось в том, что в 1791г. «русские, часовни секты, здесь поселяясь, построили себе часовню из камня. татарской мечети и из руин других мусульманских построек». Так же Ф. Е. Петрунь указал, что в изучаемом нами районе был маяк, и существовал он не для моряков, а для переправы.

#### Казачьи поселения на Днестре
В 1790-х на месте Маяков обозначили руины татарского селения. Кстати на «Плане, представляющем левую сторону реки Днестр…», исполненном Ф. П. де Воланом в 1792г., по балке Барабой обозначены три татарских «старых поселка» и источники у них, но, судя по ней, у Маяков тогда существовал только хутор, причем несколько выше того места, где стоит железобетонный мост.
Казаки-некрасовцы, которые в 1730—1750 годы переселились из Кубани и Добруджи в Очаковскую область, осели на Днестре в следующих селах: Чобручи (Гнили — левобережные), Слободзея, Гура-Роша (ныне Удобное) и Маяки. Жили они казацкими общинами, занимались рыболовством, огородничеством, промыслами. В военном отношении они подчинялись Дунайскому атаману, а с приходом сюда Черноморского казацкого войска, в подавляющем большинстве оставили выделенную ему территорию.
Что касается Маяков, то в течение рассматриваемого периода они то населялись, росли и изменялось, то «замирали» или становились пустотой. Но когда историческая ситуация изменялась, поселение снова возрождалось. За Ясским миром 1791 года поселение Маяки отошло к Российской империи опустошенным и не обитаемым, однако вскоре снова начало расти.

### Ясский мир. Российская империя
В середине XVIII века после русско-турецких войн произошло вхождение региона в состав России, где оно получило официальное название Новороссии. После выхода этого термина из употребления его заменил термин Южная Украина.
После Ясского мира 29 декабря 1791 (9 января 1792) года на землях низовья левобережного Днестра поселялись беглые от помещичьего гнета крепостные крестьяне, а также черноморские казаки и старообрядцы, которые становились государственными крестьянами.
В конце 1791 Ф. П. де Волан застал в урочище Маяк 4 семьи черноморских казаков, которые планировали обустроить здесь село, потому что в этой местности хорошо родила пшеница.
На «хуторе при Днестров Манце» полкового осанула Семена Сала проживало 17 человек, при рыболовном неводе. "Письменные источники подтверждают и "План, представляющий левую сторону Днестра…" 1792г., где на месте современных Маяков обозначены "хутор" и "Каменные древние ворота или урочище Маяк", которые, наверное, были руинами мечети, предоставленной Ф.П. .де де Воланом за год до того.
Большинство черноморцев и та часть молдавского населения, проживавшая в селах выше на левом берегу Днестра, занимались земледелием, садоводством и виноградарством. Отдельную отрасль составляло скотоводство, промысловое рыболовство было развито на Днестровском лимане и в устье Днестра.
Со смертью Г. Потемкина (05.10.1791 г.), территория, ранее выделенная для обустройства Черноморского Коша, перешла в государственную казну и была роздана помещикам, военным, правительственным сановникам. Создавались и государственные поселения.

#### Развитие Маяков первой половины XIX века
В 1795 году были внесены коррективы с созданием Вознесенского наместничества и с тех пор уездным городом стал Тирасполь. Соответственно земельная дача №31(№ 19) была распределена между жителями государственных сел Беляевки и Маяки. Также следует отметить, что с началом перепима для восстановления Бугского казацкого войска, оказалось, что в 1802 году в поселениях от Овидиополя до Тирасполя обитали и бугские казаки. После решения поселить около Одессы немецких колонистов, в 1804 году герцог А. Ришелье запланировал отрезать излишки земли от сел Калаглия, Бияевки и Маяки и передать их для немецких колоний на Барабой (так обустроили колонию Александргильф).
Начали возрождаться Маяки. Крестьяне платили подушный налог, с них взимали «земькие» (на содержание почтовых путей, отопление и освещение казарм), «мирские» (на жалованье сельским выборным) и другие подати. Кроме того, они должны были отбывать целый ряд казенных повинностей: подводную, дорожную, строительную, рекрутскую.
С возникновением Одессы поселение приобретает значение торгово-перевалочного пункта. В то время здесь была единственная удобная пристань на Днестре, откуда грузы по суше отправляли в Одессу. В Маяках действовали переправа через Днестр (паром), карантинный пост, а также таможня. Количество грузов ежегодно росло. Если в 1802 году в Маяки прибыли 5 сплавов леса и 2 баржи с хлебом, то через два года, в 1804 году, сюда прибыло 90 грузов.
Соперничество России и Турции, борьба за влияние на Черном море спровоцировали следующую Русско-турецкую войну (1806-1812 гг.), развернувшиеся на Черном море и на Дунае. В украинских губерниях произведена мобилизация. Готовясь к войне, правительство разместило около Днестра значительное количество войск. Крестьяне обязывались поставлять фураж, провиант, лошадей. В боевых действиях приняли участие черноморское казачье войско и казацкие полки, расположенные в этом районе, вдоль Днестра создается стратегическая линия обороны. На основе войны в 1812 г. был подписан Бухарестский мирный договор, согласно которому России отходили военные крепости на Черном море, Бессарабия, часть Северной Буковины.
В 1810 г. было составлено следующее межевание дачи землемером Василием Макаровским. После 1818 года землемер Герасим Ильенков осуществил повторную межевку согласно которой площадь Маяков составляла 4222 дес, 39 кв. саженей. После создания Одесского уезда в 1825 году был сделан новый план. В пределах дачи с. Маяки находились три хутора. На северо-востоке за пределами дачи был правый берег г. Барабой, где уже раскинулась колония Фрейденталь (совр. с. Мирное). На юге маякская дача межуваля с землями Францфельда (совр. Надлиманское), а на севере — Беляевкой.
После войны с французами и началом создания военных поселений в Маяках появилось значительное количество новых крестьян. В Маяк в период с 1821-1823 гг. переселили жителей (в основном старообрядцев) Александровского уезда Херсонской губернии из сел Плоского, Дмитриевки, Уховки (Усовки) по реке Ингулец, так как поселения вошли в 4-го Украинского уланского полка.
В первой половине XIX ст. в Бессарабии формировались Дунайские казачьи полки. Тогда у большинства помещичьих и государственных крестьян появилась надежда на избавление от крепостного угнетения. Жители Маяков и крестьяне из окрестностей бежали в Бессарабию, где вступали в Дунайские казачьи полки.
В 1844 году в Маяках насчитывалось 120 дворов с 391 ревизской душой. В селе действовали два культовых заведения (православная церковь в центре села и часовни старообрядцев на северо-западе, у Днестра); 5 мельниц, на правом берегу реки шерсть, а на берегу Днестровского лимана рыбацкие кирганы.
В 1849 году в Маяках построена речная пристань. Был разработан даже проект создания парохода для буксировки галер от Маяков до моря или вверх по Днестру. До 1859 г. эта пристань была вторым после Херсона местом состава лесоматериалов. Сюда прибывали также галеры из Галиции, нагруженные пшеницей. С Маяков по Днестру отправляли с юга Бессарабии соль на Подолье.
Восточная (Крымская) война 1853-1856гг. в русское войско набиралось немало мужчин из украинских губерний. Юго-западные края обеспечивали провиантом, оказывали гуманитану поддержку. Особенно напряженным периодом для города Маяки была Дунайская кампания. В этот период здесь базировались военные полки, пополнявшие свои запасы и совершавшие переправы через Днестр.
К 1858 году в Маяках проживало 1194 человека (622 человека мужского пола и 568 — женского). Сезонно, при скоплении рабочих и моряков в Маяках население достигало до 10000 человек. Основными занятиями жителей были земледелие, торговля, садоводство и виноделие. Также доходы приносили переправы, оброки из иногородних лиц, из трактиров от рыбного отлова и прочего промысла.
После крестьянской реформы 1861 г. Маякам оставили такое же количество десятин земли (4222 дес. 39 кв. саж.) которые были и раньше. Маякская земельная дача оставалась отдельной среди 147 дач Одесского уезда.

#### Город Маяки
В 1862 году государственное село Маяки получили статус безуездного города, его жители причислены к состоянию мещан, хотя большинство из них занималось земледелием. Земля принадлежала городской думе и сдавалась в аренду по торгам участками по 10 десятин. Состоятельные жители города могли арендовать любое количество таких участков.
К 1868 году в городе насчитывалось: дворов 751; население 7689 человек (4356/3333). Среди культовых сооружений: православная церковь, два молитвенных дома старообрядцев и синагога. Дети учились в двух учебных заведениях: приходском училище и частной женской школе. Обществу принадлежали два общественных сада. Действовала почтовая станция и пристань. А промышленность состояла из 28 кустарных предприятий и 13 мельниц. Проводились ярмарки (8 раз в год). Крупнейшие ярмарки в Маяках проходили 4 апреля, 6 августа и 12 октября. Торговля в Маяках регламентировалась «Городским положением» (от 16.06.1870 г.), а места для нее отводила городская управа.
Последняя четверть XIX в. принесла неприятности к Маякам. Прежде всего жители страдали из-за неурожая, произошедшего в 1873 г. во всем Одесском уезде. Но в то время ситуацию спасла уездная Земская управа. Она выделила 9 тыс. руб. в помощь земледельцам, проживавшим в Маяках, Овидиополе и Очакове из имперского продовольственного капитала и капитала немцев-колонистов, находившихся под контролем их опекуна.
Во время русско-турецкой войны 1877-1878 гг. в край снова пришли разные армейские подразделения. В декабре 1876 г. прибыл Можайский 141 пехотный полк (полковник Ф. Ф. Кеппель), расположившийся в нескольких селах от Одессы до Маяков. Три батальона этого полка, 50 казаков Донского №7 полка, три батареи 36 пешей артиллерийской бригады и эскадрон 7 драгунского Кинбурнского полка вошли в состав Гросс-Либентальского отряда под командой генерал-майора К. Э. Дика. Отряд охранял побережье Днестровского лимана и Черного моря до Великого Фонтана. 12 апреля 1877 года была объявлена война Турции, а уже 19 апреля в Маяках была размещена 4 рота Можайского полка, охранявшая коммуникации Одесского водопровода.
Мещане нанимались грузчиками, сплавщиками леса, устраивались рабочими на водонасосную станцию вблизи Беляевки, часть богатых мещан торговала. За получение права на вести оптовую торговлю уплачивался специальный налог. В 1879 году здесь выдано 170 удостоверений на право торговли.
Вырастали цены на землю — с 1 руб. 50 коп. за десятину в конце 60-х годов до 9 руб. в 1882 году. Из 500 дворов, которые насчитывались в Маяках, 300 считались земледельческими. хотя около 100 из них не имели даже приусадебной земли. Такое положение вещей сохранилось до Столыпинской реформы.
Одним из 3 культурных событий, в котором самое активное участие приняли жители города, стало принятие «Устава маякского общественного собрания», утвержденного министром МВД 12 ноября 1884 г. Устав предусматривал, что целью собрания является устройство для своих членов и гостей балов, маскарадов, танцевальных, музыкальных и литературных вечеров и драматических представлений, а также заказ книг, газет и других периодических изданий.
В 1890 г. в Маяках было 679 хозяйств, из них принадлежали: православным 437 (49 каменных, 416 земляных и 22 деревянных), старообрядцам 150 (земляных и каменных), евреям 75 (50 земляных и 25 каменных) ных), католикам 15 (15 земляных и каменных) и лютеранам 2 (2 земляных и каменных). Существовали три храмовых здания: каменная православная церковь, молитвенный дом староверов и синагога (в 1896 г. служил раввин Биднер).
Согласно состояниям населения распределялось следующим образом: дворяне с нижними чинами: православных 31 (15/16), лютеранин 1, католиков 6 (2/4). Духовное звание: православных 19 (7/12). Купцов: православных женщин 2, католиков 8 (5/3). Мещан: православных 2441 (1218/1223), староверов 1092 (519/573). Бывших колонистов: лютеран 5(2/3), католиков 61(31/30). Евреев всех сословий 578 (292/321). Иностранных подданных: православных - 11 (5/6), староверов 2 (1/1), католиков 13 (5/8), евреев 6 (2/4)%.
Выгодное географическое положение, близость к Одессе привели к росту города, увеличению его населения. Кроме мещан, которых на 1 января 1891 насчитывалось 3533 человека, в Маяках проживало 38 дворян и 10 купцов. им и принадлежали местные предприятия, количество которых тоже росло. В 1879 году здесь работали уже паровая мельница и лесопильня с 35 рабочими в 1891 году появилось 7 гончарных и 2 бондарных мастерских, 4 кузницы и 11 ветряков.
Равномерно менялся внешний вид Маяков. Наряду с землянками и камышевыми постройками в городе в начале XX века было сооружено 49 каменных домов.
После 1896 г. в Одесском уезде произошли незначительные административные изменения. В Маякское пригород из Маяки включили волости: Баденскую, Беляевскую. Граденицкую. Зельцкую, Мангеймскую. Николаевскую (Фрейдентальскую), Страсбургскую с частью деревень. В этом же году в Маяках было открыто одно из отделений (станцию) от «Одесского округа императорского российского общества спасения на водах» (действовало с 1874 г.; председателем общества в Одессе более 10 лет был генерал-лейтенант П. А. Зеленый).
В 1900 году открылось одноклассное городское училище. Расходы на образование были очень ограничены. Так, в 1883 году на содержание учебных заведений было ассигновано 1298 руб., и в то же время на содержание чинов городской полиции – 1578 рублей.
В 1904 году в Маяках действовала кредитно-сберегательная касса, страховой агент и комиссионная контора. Замощения улиц составило всего 1,3%, фонарного освещения не было вообще 10%.

#### Революция
Подавляющее большинство населения терпело нужду и нужды. Многие мещане постоянно имели долги, из которых трудно было выбраться.
Тяжелое экономическое положение, социальные притеснения вызвали гнев и возмущение работников. Когда в 1905-1907 гг. в России вспыхнула революция, маячане участвовали в митингах и сходках, читали и распространяли революционные издания. 23 ноября 1905 г. на одной из улиц Маяков найдено 10 брошюр революционного содержания, тогда же полиция арестовала крестьянина Д. Волошина.
После подавления революционных выступлений, российское правительство провело ряд реформ, начатых премьер-министром П. А. Столыпиным. В аграрной реформе предполагалось уничтожить общинные земли и наделить крестьян землей, сделав их полноправными собственниками и таким образом создать сопротивление самодержавию. Для поддержки единоличных хозяйств в Маяках в 1912 г. было открыто прокатное состояние сельскохозяйственного инвентаря, но арендная плата для простых крестьян и мещан была слишком высокой, поэтому ее услугами пользовались только более состоятельные жители. В другом источнике речь идет о деятельности Маякского кредитного общества, которое в 1910 году закупало сельскохозяйственные машины: триера, рядовые сеялки и др. Успех прокатных станций и их положительное влияние на хозяйство отличался всеми земскими агрономами. Население охотно пользовалось земскими прокатными машинами и орудиями, которых в селах было недостаточно. В том же году, для улучшения животноводства, в Маяках был открыт ветеринарный пункт.

#### Первая Мировая война
Вскоре пришла Первая мировая война и конец стал прифронтовой зоной Восточного фронта, где действовали с одной стороны австрийская, а с другой русская армии. Чтобы ослабить позиции Австрии и Германии, в Российской империи были созданы губернские комиссии, которые рассматривали вопросы оценки имущества и ликвидации немецкого землевладения, в том числе в Маяках и селах Ольгино (Люстдорф), Мариинское (Грос-Либенталь) и Ксениевка (Клейн- Либенталь). Одесские газеты сообщили, что в феврале 1916 г. комиссии завершили работу и передали дела в губернское правление.
В 1913 году в городе проживало 5718 человек, с началом Первой мировой войны многих мобилизовали и большинство из них попали на фронт. Рядовой Я. Н. Ванштейн погиб (остался на поле боя 28-30 августа 1914 г.), стрелок 1. 1. Евзиков пропал без вести в августе 1914 г., большинство было ранено: стрелок А. Ф. Стахевич (12.08.1914) ), рядовой Т. Н. Чумаченко (07.10.1914). стрелок Ф. П. Гурьев (14.10.1914), стрелок Г. П. Гаврилов (16.10.1914), унтер-офицер И. Г. Иржевский (29.01.1915), младший унтер-офицер Я. Г. Шепеленко ( 29.03.1915г.) рядовой В. К. Суровенко (30.01.1915 г.). В. Колесник, А. Погорелов и др.
Во время войны моряком гидроавиации Черноморской эскадры в Севастополе служил житель Маяков А. А. Гончаров (Розд. 17.3) и др. В РГВИА есть сведения на 209 маячан участников войны. Из них М. Х. Топч наградили Георгиевским крестом IV в. за героизм в боях под селом Семиковцы на р. Стрипа (ныне в Тернопольской обл.).
В этот период экономическое положение трудящихся Маяков стало еще более тяжелым. Массовая мобилизация мужчин на фронт привела к тому, что крестьянские хозяйства остались без рабочих рук. Пахотную землю начали сдавать в аренду частным лицам участками от 1 до 5 десятых. Многие мелкие местные предприятия закрылись.
Если перед войной в Маяках было 4 ветряные мельницы, 2 завода шипучих вод и 47 разных мастерских, то в 1917 году осталось 39 мастерских, один завод шипучих вод и один ветряная мельница. Расти цены на хлеб: если в 1914 году пуд пшеницы стоил 99 коп., то в 1916 - 1 руб. 40 коп., а в 1917 году - 2 руб. 24 коп. Все это привело к недовольству антинародной политикой царизма.

### Маяки в независимой Украине
Изменения в украинской деревне, которые происходили после обретения Украиной независимости, носили главным образом кризисный характер. По сравнению с предыдущим советским периодом село замедлило темпы социально-экономического развития. Государство проводило несистемную и непоследовательную аграрную политику. Законодательные акты, политические и экономические программы развития потенциала села были недостаточными, половинчатыми, во многом декоративными и не согласовывались. Социально-экономическое развитие сел зависело от материально-финансового потенциала сельско-хозяйственных предприятий. В условиях глубинного общего социально-экономического кризиса только крупные деревни, где хранилось аграрное производство, имели возможность поддерживать свою жизнедеятельность.

#### Социально-экономическое развитие Маяков в 1991-2014 гг.
В с. Маяки основная нагрузка легла на сельский совет, возглавляемый с 1985 года новым председателем В. М. Лахманцем. Из-за инфляции в стране сельский совет вынужден был распределять продукты и одежду. Гражданам выделялись земельные участки для строительства и обслуживания жилых домов.
Из-за отсутствия финансирования у сельского совета не было средств на содержание учреждений социальной сферы. Был закрыт детский сад «Аленка», дом культуры, детский сад совхоза «Красный маяк». Люди теряли постоянную работу. Это был трудный период для маячан, они нашли выход в работе на своих земельных участках. Стали больше заниматься тепличным хозяйством, выращивали огурцы, томаты, перец, баклажаны и т.д. Постепенно село начало выходить из экономического кризиса.
Во вторую половину 1990-х годов пришлось разделение имущества в совхозе «Красный Маяк». Закрыли ферму. Во время разделения на паи земель в 1996 году 505 работников бывшего совхоза получили по 5 га. С 2000 г. бывший совхоз реорганизован в Общество с ограниченной ответственностью производственно-коммерческую агрофирму «Маяки».
11 августа 1997 года была зарегистрирована Спасо-Преодраженьская церковь села Маяки. Началось строительство новой церкви, которое на сегодняшний день практически завершено.
В 2000 году произошло переформирование рыболовного предприятия в кооператив «Приднестровец», а с 2007 г. в ООО РСК «Приднестровец», где возобновлялись ставки, реконструировали выращивающие и маточные ставки площадью в 500 га; воплощались новые высокоэффективные способы разведения рыбы.
Стабильно работала школа несмотря на переходную из советской системы на современную, восстановились детские садики. Библиотеки проводили просветительскую деятельность по истории Украины, возродился спорт и разнообразные слухи.
В начале 2000-х годов на территории Маякского сельского совета были зарегистрированы и работали 24 фермерских хозяйства, по разным направлениям действовали и малые частные предприниматели.
В деревне действовали торговые магазины, базар, аптека, объекты общественного питания, бытового обслуживания, две СТО, вулканизация, три автозаправочные станции, две мастерские по ремонту и шитью одежды, парикмахерские, почта, филиалы банков.
На территории села базировался Саратский дорожно-эксплуатационный участок ОАО ГАК «Автомобильные дороги Украины», который занимается обслуживанием части дороги Одесса-Рени. В 2005 г. компания «Главстрой» приступила к строительству лодочной станции на правом берегу г. Днестр возле с. Нимфа, что стало толчком к развитию туризма.
За период с 2002 по 2004 гг. провели газификацию населенного пункта, застроили два центральных водопровода подачи питьевой воды осуществили освещение улиц села.
За период независимости Украины в Маяках появились новые традиции и праздники. 3 2006 маячане празднуют День села (установлено 10 октября), День памяти и примирения -9 мая. В 2004 году на площади Славы застроен Мемориальный комплекс с целью увековечения памяти односельчан, павших в годы Второй мировой войны. На камне высечены имена 386 жителей Маяков.
3 2010 новый директор БК А. П. Семенюк создал детский коллектив духового оркестра, который неизменным участником всех праздников в селе. В Доме культуры работают вокальные и танцевальные кружки.

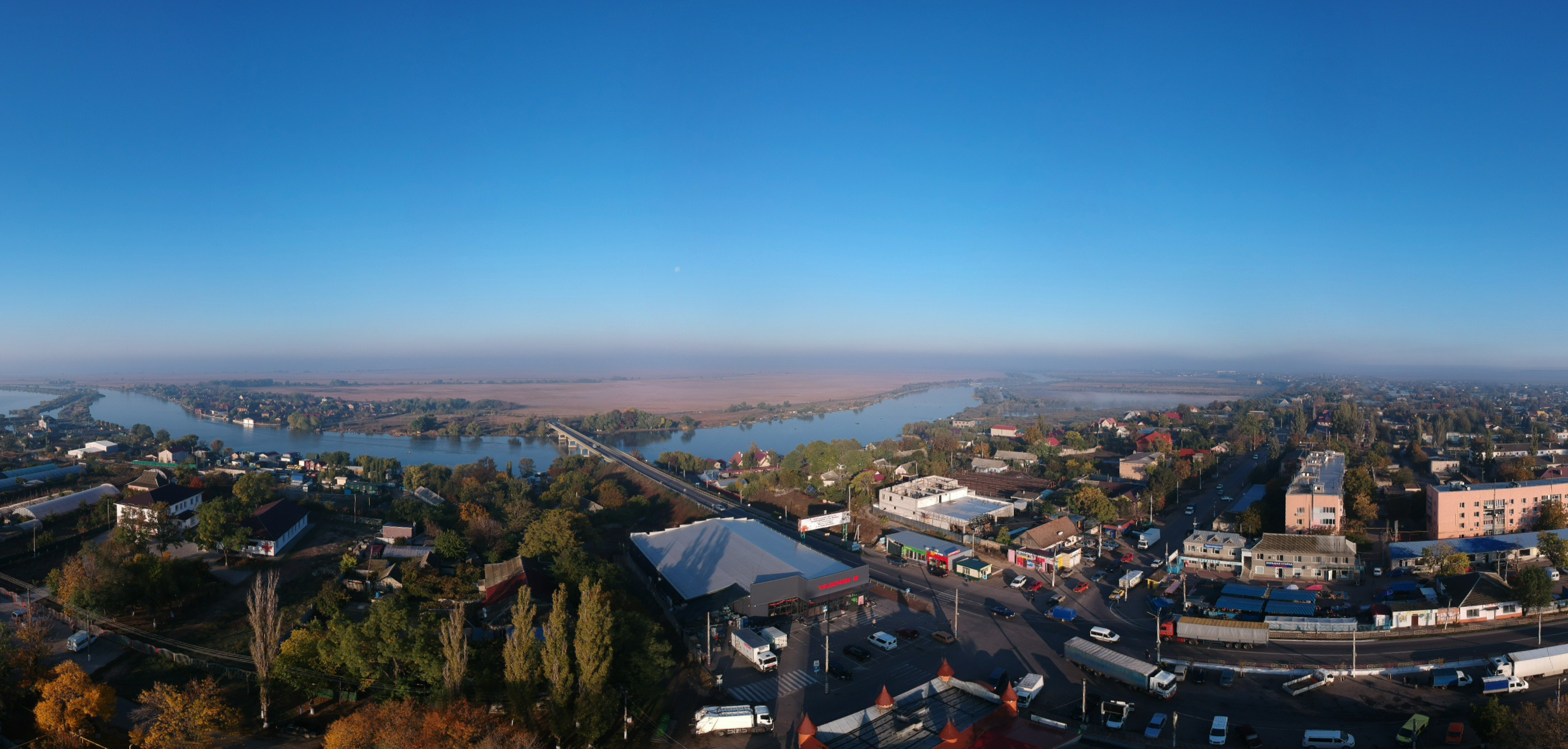
Панорама села Маяки

#### Маяковская сельская территориальная община
Жители Маяк не оставались в стороне от происходивших в Украине политических событий Оранжевая революция, Революция Достоинства, АТО, ОСС.
С 2015 г. для украинского села Маяки начинается новая эра развития. Ей активно способствует политика децентрализации. В Маяках впервые образовывалось общество из населенных пунктов разных районов.
Маякивская сельская объединенная территориальная община образована в соответствии с законодательством Украины согласно решению Маяковского сельского совета от 10 июля 2017 № 461-VII «О добровольном объединении территориальных общин», соответствующих решений Надлиманского сельского совета Овидиопольского района и Удобненского сельского совета Белгород- Днестровского района. Первые выборы в СТГ состоялись 29 октября 2017 года, на которых победил действующий сельский голова Маяк Виктор Юрьевич Дяченко.
Административным центром общества является село Маяки. По состоянию на 2021 год в составе Маяковского сельского территориального общества есть села: Маяки, Надлиманское, Удобное, Иосифовка и Либенталь.
По видам угодий земельный фонд Маяковского сельского территориального общества состоит из земель:
сельскохозяйственного назначения 10 017,3858 га;
земли промышленности, транспорта, связи, энергетики, обороны и иного назначения 222,0325 га;
лесохозяйственного назначения 4200 га;
общественной и жилой застройки в пределах населённого пункта 2957,0456 га;
заповедные земли 3544,9 га;
водного фонда 2084,8061 га.
На территории Маяковского СТГ работают 689 субъектов хозяйственной деятельности, из них 605 зарегистрированы на территории общины (236 юридических лиц и 369 физических лиц предпринимателей).
На территории территориальной общины размещено Днестровское межрайонное управление водного хозяйства, которое осуществляет деятельность по эксплуатации государственных мелиоративных систем, использования, хранения и воспроизводства водных ресурсов, мелиорации земель, решает вместе с местными властями, КП «Наше село», объединениями граждан вопросы обеспечения населения и сельскохозяйственных производителей, производственные функции управления инженерной инфраструктурой мелиоративных систем и ее отдельными объектами.
Через сети управления водного хозяйства сельхозпредприятия и население сел Маяки и Надлиманское получают техническую воду для сельскохозяйственных и собственных нужд.
На территории общины преобладают личные крестьянские хозяйства, для которых характерны небольшая площадь, средняя производительность, использование ручной рабочей силы.
Два предприятия осуществляют деятельность в промышленной отрасли. Работает пех Производственного объединения «Одесский консервный завод» по переработке и консервированию рыбной продукции.
В 2019 году начало деятельность предприятие по переработке и сушке овощей ООО «ЭРДКРАФТ». Для создания бизнес-проекта на территории общества, предприятием были привлечены значительные инвестиции в том числе на закупку современного оборудования, новых технологий и программ. В частности, завод оснащен новой линией переработки компании Bigtem, мирового лидера производственного оборудования для сушки сельскохозяйственной продукции.

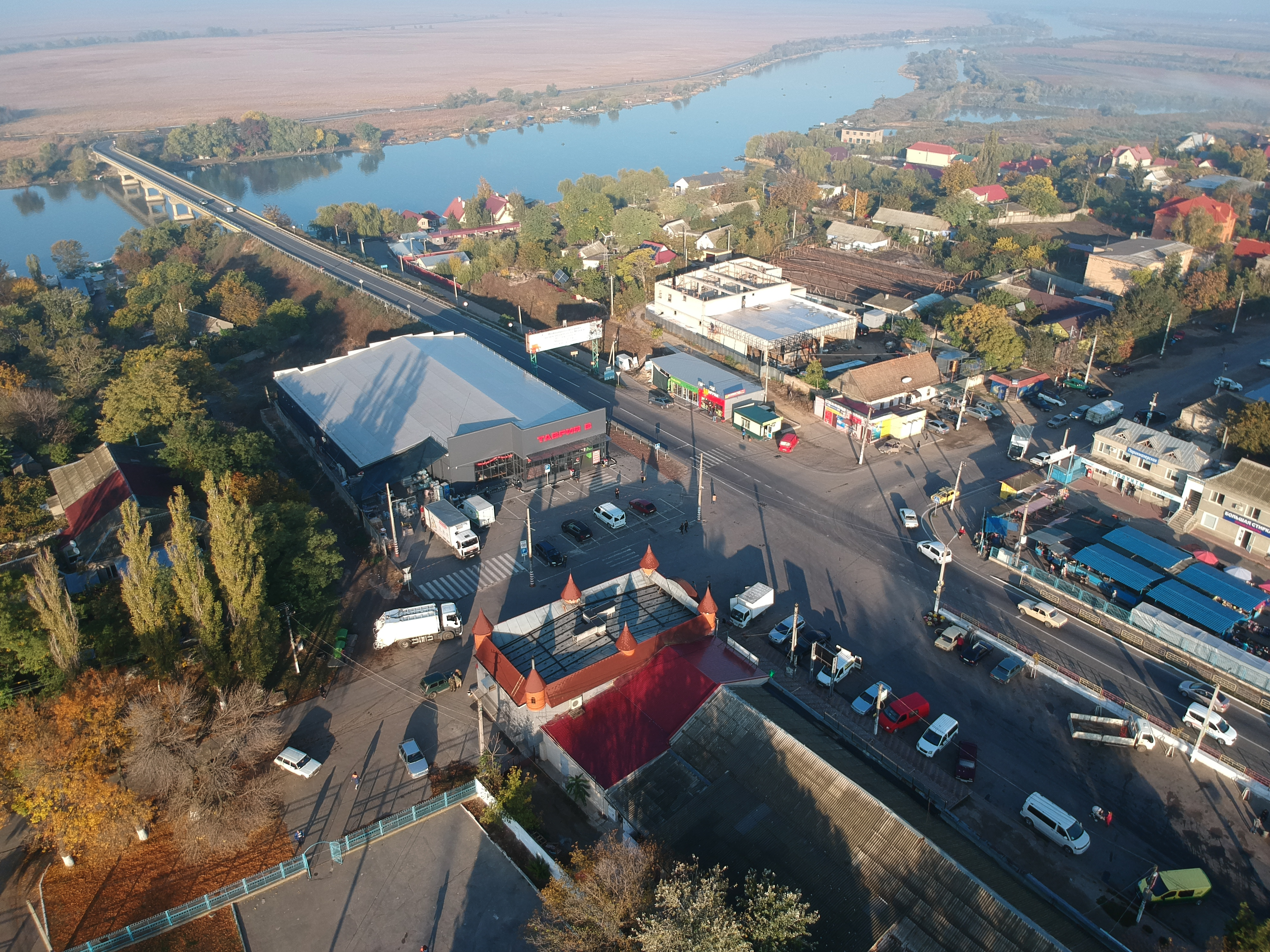
Центр села Маяки

Крупнейший в Украине в 2020 году проект по строительству Днестровской ветроэлектростанции (ООО «Днестровская ветроэлектростанция») мощностью 150 МВт, первая очередь которого была реализована в том числе на территории Маяковского территориального общества.
В сфере торговли на территории Маяковского сельского территориального общества осуществляют деятельность 233 субъекта хозяйствования.
Торговые сети «Таврия Плюс», «Саша», «АТБ МАРКЕТ», «Точка» представляют значимый ассортимент продукции, сделаны удобные условия для потребителя, обеспечено высокое качество обслуживания населения.
Самой главной задачей руководство общества считает как можно качественнее предоставление всех видов государственных услуг: социальных, коммунальных, административных, медицинских, образовательных. Увеличение местного бюджета за счет новых источников его наполнения явилось возможностью для реализации новых проектов, направленных на обновление и осовременивание образовательной, медицинской, культурной базы, содержание и развитие жилищно-коммунальной и дорожной инфраструктуры.

## Выдающиеся личности
- Гетьман Володымыр Петрович (1921-2003) – украинский поэт, член НСПУ.
- Гончаров Адриан Артамонович (1886-1971) – революционер, командир Днестровской речной флотилии, начальник Николаевского порта, начальник Тихоокеанского морского пароходства, руководитель Мариупольского порта.
- Булавин Володымыр Иванович (1932-2010) - Один из лучших мелиораторов Украины. Начальник Маяко-Беляевского управления эксплуатации оросительных систем (ДУЗС).
- Андренюк Катэрына Ивановна (1927-2013) – микробиолог, доктор биологических наук, профессор. Возглавляла исследование по биокоррозии. Один из основателей нового направления в почвенной микробиологии. Награждена орденом Княгини Ольги ІІІ степени.
- Поляков Улян Леонтьевич (1908-2001) – инструктор-методист лечебной физкультуры. Капитан медицинской службы. Кандидат исторических наук, преподаватель Киевского университета.
- Любчик Костянтын Леонтьевич (1951-2016) – заслуженный работник сельского хозяйства Украины. Главный агроном, директор агрофирмы "Маяки", филантроп, почетный гражданин Маяковского СТГ.